# ليوناردو موراليس (لاعب كرة قدم هندوراسي)
ليوناردو موراليس (بالإسبانية: Leonardo Morales)‏ (8 أكتوبر 1975 في هندوراس - ) هو مدرب كرة قدم ولاعب كرة قدم هندوراسي في مركز الدفاع. شارك مع منتخب هندوراس لكرة القدم. أما مع النوادي، فقد لعب مع ريال إسبانيا ونادي ماراثون وComayagua F.C. ‏ ونادي بيدا.

## وصلات خارجية
- ليوناردو موراليس على موقع الاتحاد الدولي (مؤرشف)  (الإنجليزية)
- ليوناردو موراليس على موقع قاعدة بيانات كرة القدم.إي يو (الإنجليزية)
- ليوناردو موراليس على موقع ناشيونال فوتبول تيمز (الإنجليزية)